# Lou Wallaert
Lou Wallaert (6 april 1995) is een Belgisch voetballer die als aanvaller speelt. Hij stroomde in 2012 door vanuit de jeugd van AFC Tubize.

## Clubcarrière
Wallaert komt uit de jeugdopleiding van AFC Tubize. Hij debuteerde in het seizoen 2012-2013 in het eerste van de club, in de tweede klasse. In zijn eerste seizoen scoorde hij twee doelpunten in dertig wedstrijden. Hij gaf ook vier assists. Hij versierde 25 basisplaatsen en viel vijfmaal in.
| Seizoen | Club       | Competitie    | Wedstrijden | Doelpunten |
| ------- | ---------- | ------------- | ----------- | ---------- |
| 2012/13 | AFC Tubize | Tweede klasse | 30          | 2          |